# Hartney (Manitoba)
Pour les articles homonymes, voir Hartney.
Hartney est une ville du Manitoba située au sud-ouest de la province dans la municipalité rurale de Cameron. Ville établie en 1882, sa population est d'environ 400 habitants en 2006. Le nom de la ville proviendrait d'un certain James Hartney.
Le film hollywoodien The Lookout avec Jeff Daniels et Joseph Gordon-Levitt, ainsi que le film The Stone Angel avec Ellen Burstyn furent filmés à Hartney en 2006.
La ville est représentée par la circonscription fédérale de Brandon—Souris.

## Géographie
- Superficie: 2,45 km2
- Situation: Sud-Ouest du Manitoba
- Latitude: 49° 29
- Longitude: -100° 31'
- Code régional: +1-204
- Code postal: R0M 0X0

## Personnalités locales
- Jim Agnew - Joueur de hockey professionnel de la LNH
- Corey Peloquin - Lutteur professionnel connu comme Chi Chi Cruz
- Henry Champ - Chancelier de l'Université Brandon
- Reg Atkinson - Ancien maire d'Hartney et de Brandon
- Frederick William Palin - Grand-père de Todd Palin, mari de Sarah Palin, gouverneure de l'Alaska

## Démographie
| 2001 | 2006 | 2011 | 2016 |
| ---- | ---- | ---- | ---- |
| 446  | 400  | 415  | 462  |

## Référence
- (en) Cet article est partiellement ou en totalité issu de l’article de Wikipédia en anglais intitulé « Hartney, Manitoba » (voir la liste des auteurs).

1. ↑  « Statistique Canada - Profils des communautés de 2006 -    Hartne » (consulté le 4 juin 2020)
2. ↑  « Statistique Canada - Profils des communautés de 2016 -   Hartne » (consulté le 3 juin 2020)